# Juan Olivert Serra
Juan Olivert Serra (1888 - 1949) fue un pionero de la aviación que realizó el primer vuelo motorizado en España, el 5 de septiembre de 1909, en la localidad valenciana de Paterna. Formó también parte de la Sección de Aviación del Círculo de Bellas Artes de Valencia, ostentando el cargo de vicepresidente.

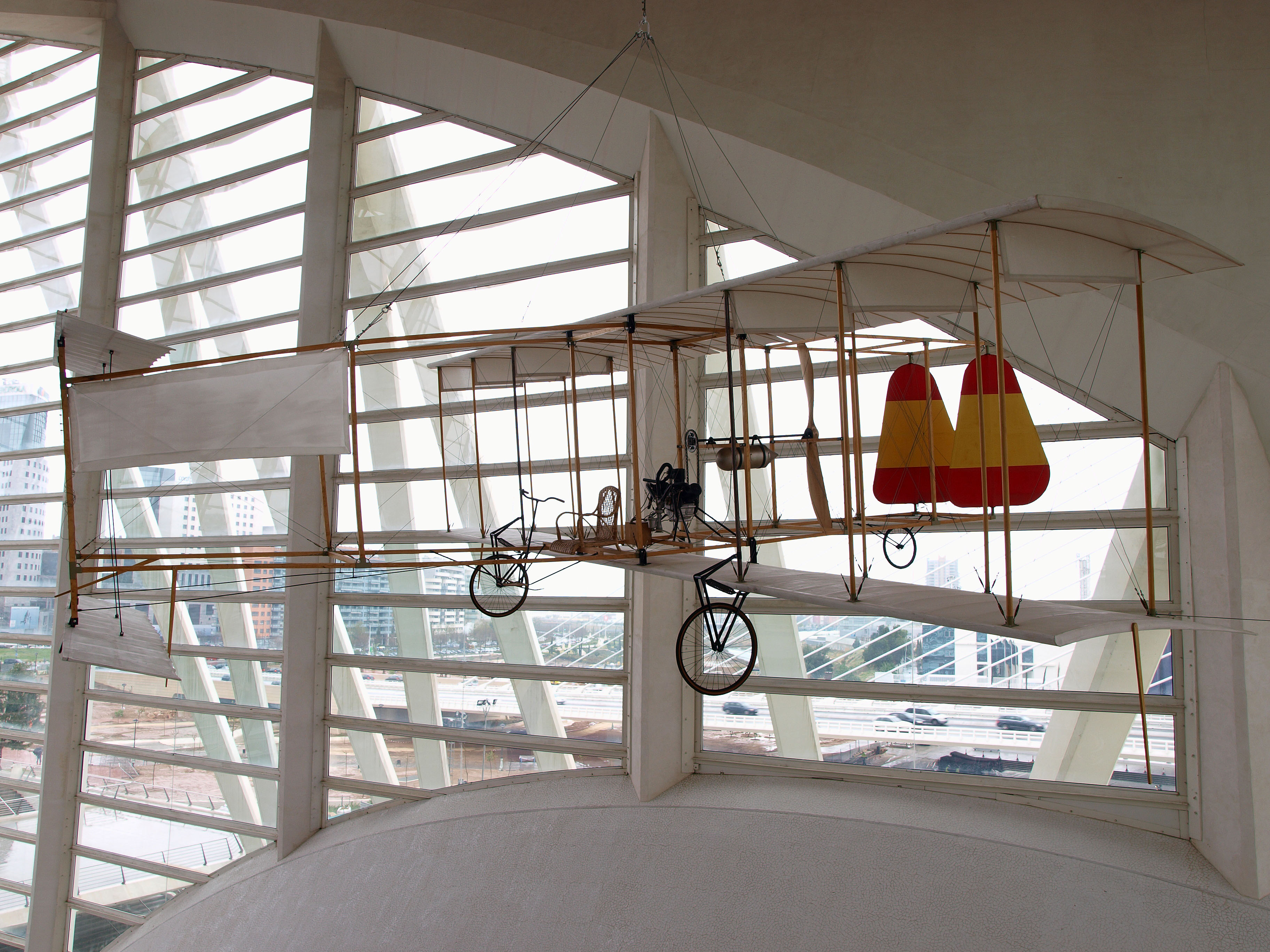
Aeroplano Olivert-Brunet

## Historia
Perteneciente a una familia relativamente acomodada, propietario agrícola en la localidad valenciana de Cullera, Juan Olivert siempre mostró su admiración por el vuelo, ganándose el apodo en su localidad natal de el volaoret. Pese a la poca colaboración familiar, Olivert siguió con su afición, estudiando ingeniería industrial en Barcelona, e invirtiendo parte de su patrimonio en construir un aeroplano-biplano basado en el diseño de su profesor Gaspar Brunet Viadera. 
El aparato se expuso en el Pabellón de Indústria de la Exposición Regional Valenciana de 1909, aún sin motorizar. El ayuntamiento de Valencia le patrocinó la compra de un motor y una hélice, para completarlo. El vuelo tuvo lugar en el campo de maniobras militares del Regimiento de Artillería Montado N.º 11 del Ejército de Tierra de la localidad de Paterna. Aparentemente la intención era sólo carretear, pero la afluencia de público animó a Juan Olivert, que realizó un corto trayecto en pendiente de unos 40 metros, elevándose en el aire unos decímetros.